# HORA (Ede)

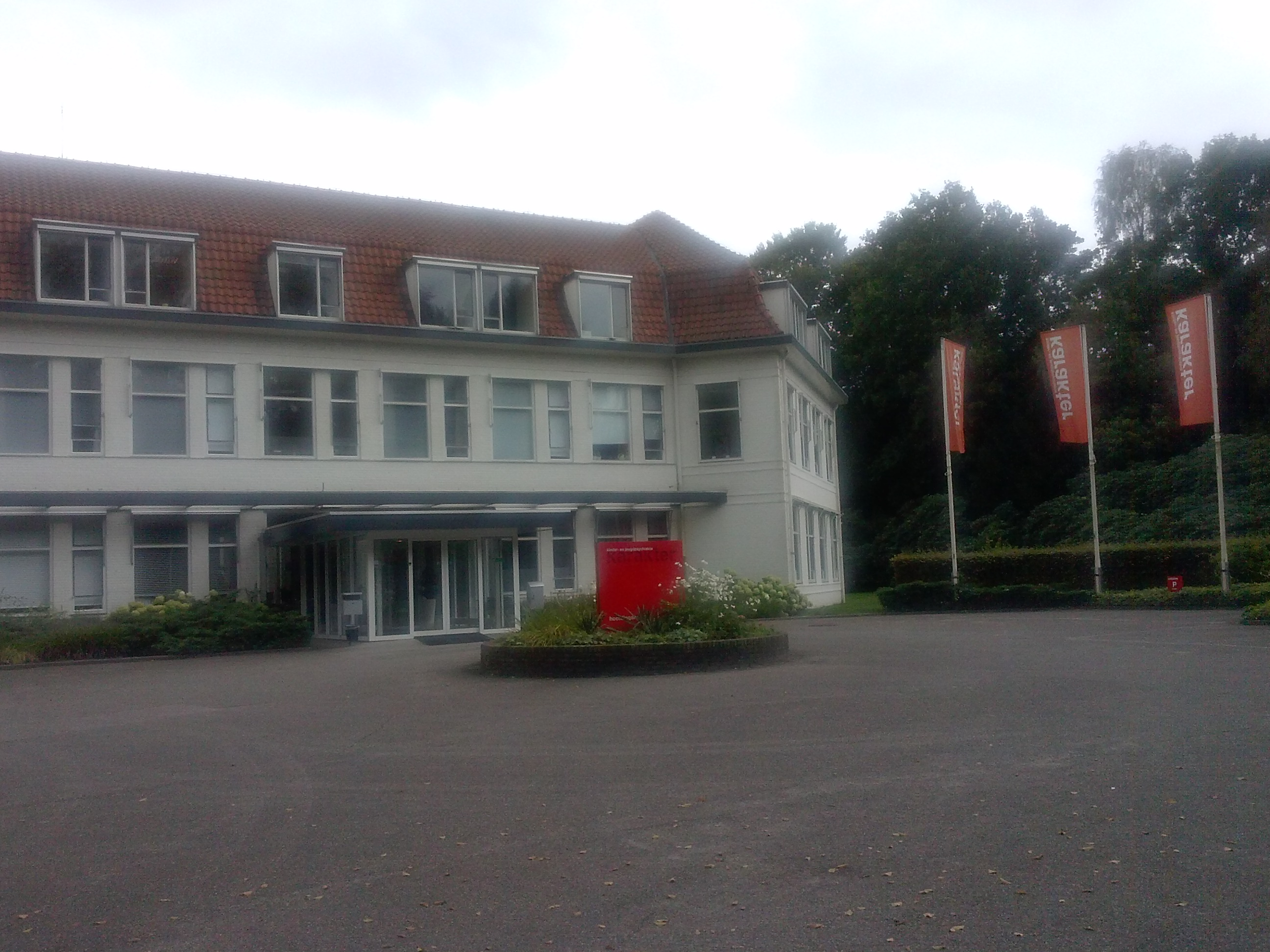
Het HORA-pand in Ede (2014)

HORA was een Herstellings-Oord voor Rustbehoevende Ambtenaren bij Ede (Gelderland). Het werd gebouwd in 1922 en gesloten in 1965. Het gebouw kreeg daarna een bestemming als jeugdpsychiatrische observatiekliniek met de naam 'De Ederhorst' (tegenwoordig 'Karakter').
Het herstellingsoord was eigendom van een vereniging, die aanvankelijk De Vereeniging tot Ondersteuning van Burgerlijke Ambtenaren en Beambten in 's Rijks Dienst heette, later Vereeniging van en voor burgerlijke ambtenaren H.O.R.A. (Herstellings-Oord Rustbehoevende Ambtenaren); sinds 1966 is er de Stichting HORA.

## Voorgeschiedenis
Op 22 januari 1909 kreeg De Vereeniging tot Ondersteuning van Burgerlijke Ambtenaren en Beambten in 's Rijks Dienst bij koninklijk besluit de status van rechtspersoon. Eerste ondertekenaar van het verzoek tot koninklijke goedkeuring en voorzitter van de vereniging is Ubbo van Eerde (1866-1933), inspecteur der directe belastingen. De vereniging wordt aanvankelijk gevestigd in Utrecht, maar verhuist in 1925, ook weer bij koninklijk besluit, naar Den Haag. De naam wordt op dat moment ook veranderd in Vereeniging ter Ondersteuning van Burgerlijke Ambtenaren.

Aan het begin van de twintigste eeuw ontstond, met de oprichting van verenigingen zoals deze, een beweging, die uiteindelijk leidde tot de verzorgingsstaat zoals die nu in Nederland bestaat; een beweging die voortkwam uit de behoefte om sociale en medische voorzieningen binnen het bereik van de gewone man te brengen. Dertig jaar later werd in een voorlichtingsfolder van de vereniging op de begintijd teruggekeken: 
In die tijd waren ambtenaren, welke in financieele moeilijkheden verkeerden, grootendeels aangewezen op de z.g. 'bedellijsten', die medelijdende collega's deden circuleeren. Dit was vernederend en veelal niet doeltreffend, zoodat het verlangen ontstond, een organisatie te scheppen, door middel waarvan de ambtenaren, met eigen middelen, doch op volkomen onpersoonlijke wijze, daarvoor in aanmerking komende collega's zouden kunnen steunen— Wat is H.O.R.A.? (1939)
Vanaf het begin stond "het oprichten en exploiteeren van een of meer herstellingsoorden" naast het verstrekken van geldelijke steun uitdrukkelijk als doelstelling in de statuten van de vereniging omschreven.
Het oprichten van herstellingsoorden was aan het eind van de negentiende en het begin van de twintigste eeuw een van de vormen waarin de beweging tot verbetering van sociale en medische voorzieningen gestalte kreeg.
Het Herstellingsoord voor Onderwijzers in Lunteren, geopend in 1900, wordt wel beschouwd als eerste in een reeks van dit soort herstellingsoorden, die veelal op specifieke beroepsgroepen waren gericht.

## Groei en neergang van de vereniging
Toen de vereniging op 1 januari 1909 met haar activiteiten begon waren er 255 leden en 7 donateurs. Dat aantal was tien jaar later al tot bijna 7.000 gegroeid en zou uitgroeien tot een maximum aantal van ongeveer 22.000 rond 1950.
In 1915, midden in de Eerste Wereldoorlog, wordt bij Ede grond aangekocht voor een te bouwen herstellingsoord. In 1922 vindt de eerstesteenlegging plaats en in 1923 wordt het herstellingsoord geopend.
Uit een publicatie in 1928 blijkt de groei van de vereniging: er was niet alleen een directrice en een administrateur in dienst, maar er was ook een hoofdbestuur van zeven leden en een 'raad van commissarissen' waarin Jhr. mr. Ch.J.M. Ruys de Beerenbrouck, Minister van Staat, Mr. J.A.N. Patijn, Burgemeester van 's-Gravenhage, Mr. J.P.A. Laman de Vries, Secr. Gen. van het Departement van Financiën, Mr. Dr. A.L. Scholtens, Secr. Gen. van het Departement van Arbeid en J. Schouten, lid van de Tweede Kamer der Staten-Generaal, zitting hadden.
In 1933 wordt de staf uitgebreid met een adjunct-administrateur.
In de Tweede Wereldoorlog werd het H.O.R.A.-bestuur buitenspel gezet en vervangen door een door de Duitsers benoemde commissaris. Die commissaris was dr. F. Breedvelt, die al een aantal jaren deel uitmaakte van het bestuur. De eerste jaren bleef het herstellingsoord rustbehoevende ambtenaren ontvangen en verzorgen, maar in december 1943 werd het gebouw door de Duitsers gevorderd. Het Edese Julianaziekenhuis werd erin ondergebracht.
Aanvankelijk groeide de vereniging in de naoorlogse periode sterk. Dat werd grotendeels veroorzaakt door collectieve abonnementen van bonden van bijv. de Rijksgebouwendienst en de politie. Maar sterke (loon-)kostenstijgingen en een afnemende vraag naar de diensten van de vereniging leidden in de loop van de jaren vijftig tot problemen. Op 1 januari 1956 werden de plaatselijke afdelingen van HORA opgeheven. Ze bleken al langer niet meer goed te functioneren. Vanaf dat moment werd alles vanuit het kantoor in Den Haag geregeld. In 1965 werd het gebouw en de grond van het herstellingsoord in Ede verkocht aan 's Heeren Loo. Die vestigen er het centrum voor kinder- en jeugdpsychiatrie 'De Ederhorst'.
De Vereniging HORA was lid van de Unie van Nederlandse Herstellingsoorden. Met verschillende andere instellingen die bij deze Unie zijn aangesloten werden afspraken gemaakt over het onderbrengen van patiënten. Dat zijn onder andere het Herstellingsoord voor Onderwijzers in Lunteren en Herstellingsoord 'Villandry' in Nijmegen, dat zich oorspronkelijk richtte op spoorwegpersoneel.
In 1966 wordt de vereniging HORA omgebouwd tot een stichting. In 1972 wordt het bureau van de HORA in Den Haag gesloten. In 1979 gaat de Stichting HORA een samenwerkingsovereenkomst aan met de Stichting Mens en Samenleving (SMS). De laatste gaat vanuit haar kantoor in Utrecht ook de administratie van HORA verzorgen. In 1984 wordt besloten de functie van medisch adviseur van HORA op te heffen. Rond die tijd is het aantal leden c.q. contribuanten gedaald van ruim 22.000 in het topjaar 1951 tot 2723 in 1984. Maar ook de jaren daarna zal de daling nog doorzetten. De teller staat in 2009 op 422. Het vermogen van HORA is daarentegen nog substantieel. In 1989 bedraagt dat 3 miljoen gulden. In 2001 is het vermogen iets meer dan fl. 5 miljoen, in 2002 € 2,3 miljoen. In 2003 verhuist de Stichting HORA (met de SMS mee) naar een kantoor op het terrein van het herstellingsoord in Lunteren, dat door SMS wordt beheerd. In 2009 verschijnt ter gelegenheid van het honderdjarig bestaan van HORA een gedenkboekje. Het HORA-archief is ondergebracht bij het Gemeentearchief Ede.

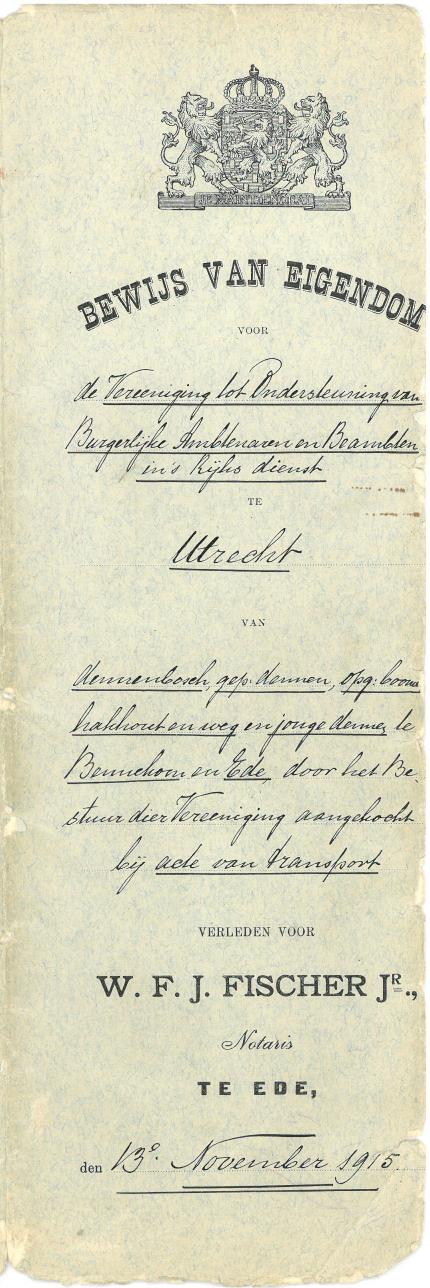
Eigendomsacte perceel Ede/Bennekom

## Het herstellingsoord bij Ede
Voor fl. 20.000,- werd de vereniging in 1915 eigenaar van een perceel van ruim vijftig hectare dennebosch, gepootte dennen, opgaande bomen, hakhout en een weg, op de grens van Bennekom en Ede. Het terrein ligt op de flank van de stuwwal Wageningen-Lunteren, iets ten oosten van de ENKA-fabriek.
Op 11 april 1922 verleenden B&W van Ede goedkeuring aan de bouw van een herstellingsoord op het perceel sectie D. nr. 231 der kadastrale gemeente Bennekom. 13 mei werd de eerste steen gelegd. De architect was J.M. de Groot.

6 april 1923 werd het gebouw geopend.
Het gebouw is – aldus een brochure uit 1926 –:
doelmatig ingericht. Bij den bouw van het Herstellingsoord is het eenkamersysteem gevolgd. Iedere patiënt heeft dus een eigen kamer. Deze zijn alle voorzien van vaste waschtafels met stroomend warm en koud water, terwijl het geheele gebouw centraal is verwarmd. Er is plaats voor 60 patiënten.

De verpleging is voor ieder volkomen gelijk; klassen bestaan er niet.

Zoolang alle bedden niet ingenomen zijn door leden of hunne gezinsleden, worden ook niet-leden opgenomen.— 
Rondom het gebouw ligt een groot bosgebied, waarop behalve het herstellingsoord ook een dubbele dienstwoning wordt gebouwd en waar een park wordt aangelegd.
Op het terrein van de Hora vielen, onder andere op 17 september 1944 (de zondag van operatie 'Market Garden'), slachtoffers door geallieerde bombardementen op Ede. Ook op 24 november 1944 vielen er doden door het inslaan van een granaat die door Britse troepen vanuit de Betuwe werd afgevuurd.
In 1950 verkocht de vereniging voor het eerst 3,4 ha. grond aan de ENKA. Later zou nog een stuk grond aan de ENKA worden verkocht. In 1959 werd – in samenwerking met de Exploitatie- en Handelmaatschappij B. Hazeleger N.V. te Ede – op het oostelijk gelegen boscomplex dat de 'rimboe' werd genoemd een park ingericht met vakantiebungalows. Aanvankelijk bleef de grond eigendom van HORA en was permanente bewoning uit den boze, maar later veranderde dat. In 1965 werd het gebouw en de grond van het herstellingsoord in Ede verkocht aan 's Heeren Loo. Die vestigden er het centrum voor kinder- en jeugdpsychiatrie 'Ederhorst'.

## Huidige situatie
Tegenwoordig is op het terrein van het vroegere herstellingsoord de instelling 'Karakter' gehuisvest, waar in een aantal gebouwen kinderen en jongeren met psychische problemen worden behandeld.
Het adres van 'Karakter' is: Horalaan 5. De oude "Hora" leeft voort in de naam van deze laan. Maar ook andere dingen in de omgeving herinneren aan de Hora. Het bungalowpark dat sinds 1959 ten oosten van het herstellingsoord is aangelegd, wordt het Horabos genoemd. Aan het begin van de Horalaan, grenzend aan de Bennekomseweg, bevindt zich een bosrijk bedrijventerrein, dat de naam 'Horapark' of 'Horaplantsoen' draagt. Een werkgroep van IVN Ede die zich bezighoudt met bescherming van padden in de omgeving heet 'Hora Est!'